# Udo Thomer
Udo Thomer (Ratisbona, 3 ottobre 1945 – Monaco di Baviera, 12 gennaio 2006) è stato un attore tedesco, che fu attivo principalmente in campo televisivo e teatrale.

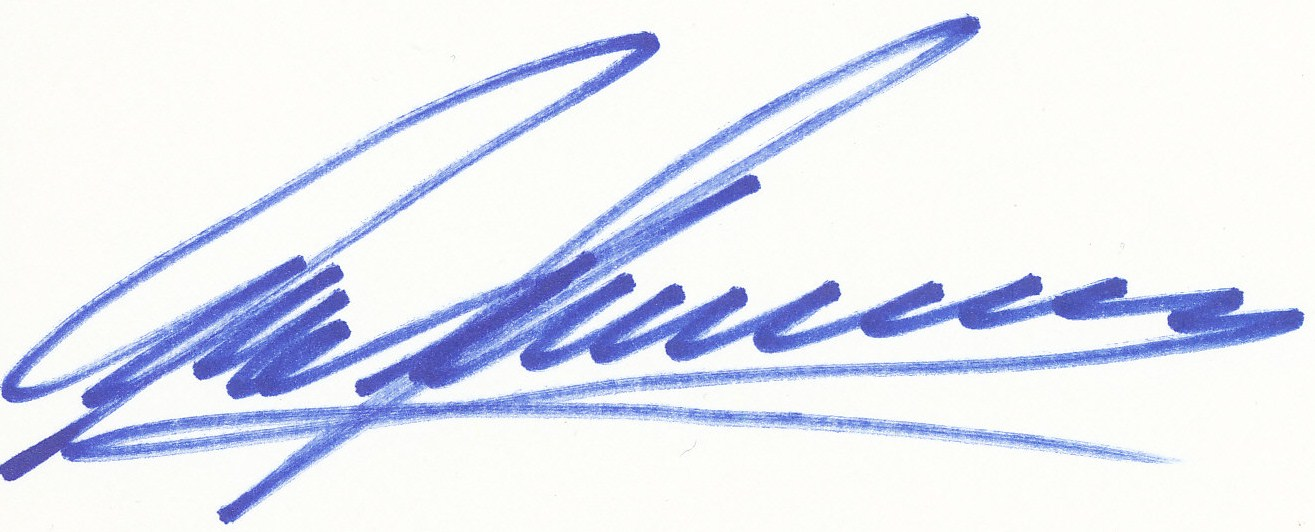
Autografo di Udo Thomer

Sul piccolo schermo, partecipò ad oltre una novantina di produzioni differenti, a partire dall'inizio degli anni settanta, lavorando in vari film TV. 

## Biografia
Tra i suoi ruoli più noti, figurano, tra l'altro, quello di Franz Kurawski nella serie televisiva Waldhaus (1987-1988), quello di Anton Pfeiffer nella serie televisiva Der Bulle von Tölz (1996-2005) e quello del Sig. Rottmann nella serie televisiva Markus Merthin, medico delle donne  (1997); era inoltre un volto noto al pubblico per essere apparso come guest-star in vari episodi di serie televisive quali Polizeiinspektion 1, Il commissario Köster/Il commissario Kress (Der Alte), L'ispettore Derrick, SOKO 5113 e Tatort.
A teatro, lavorò nel Thalia Theater, presso i Salzburger Festspiele, ecc.

### Morte
Udo Thomer muore in una clinica di Monaco il 12 gennaio 2006 in seguito alle ferite alla testa riportate dieci giorni prima dopo una caduta all'uscita da un ristorante.
È sepolto presso il Neuer Südfriedhof di Monaco.

## Filmografia parziale

### Cinema
- Ödipussi (1988)
- Rosamunde (1990)
- La ragazza terribile (1990)

### Televisione
- Im bayerischen Stil - film TV (1972)
- Minna von Barnhelm - film TV (1976)
- L'ispettore Derrick - serie TV, ep. 04x10, regia di Helmuth Ashley (1977)
- Polizeiinspektion 1 - serie TV, 11 episodi (1977-1986)
- Il commissario Köster/Il commissario Kress (Der Alte) - serie TV, 11 episodi (1977-2003)
- L'ispettore Derrick - serie TV, ep. 06x02, regia di Theodor Grädler (1979)
- Andreas Vöst - film TV (1979)
- Tatort - serie TV, 4 episodi (1980-1991)
- SOKO 5113 - serie TV, 5 episodi (1980-2005)
- François Villon - film TV (1981)
- Steckbriefe - serie TV, 2 episodi (1982)
- Frankies Braut - film TV (1982)
- Schwarz Rot Gold - serie TV (1982-1990)
- Engel auf Rädern - serie TV (1983)
- Einmal die Woche - film TV (1983)
- Krimistunde - serie TV, 1 episodio (1983)
- L'ispettore Derrick - serie TV, ep. 10x07, regia di Jürgen Goslar (1983)
- Die Matrosen von Kronstadt - film TV (1983)
- Auf Achse - serie TV, 1 episodio (1983)
- Bis der Groschen fällt - film TV (1984)
- L'ispettore Derrick - serie TV, ep. 11x06, regia di Alfred Weidenmann (1984)
- Titanic - film TV (1984)
- L'ispettore Derrick - serie TV, |ep. 11x10, regia di Alfred Vohrer (1984)
- Der Fehler des Piloten - film TV (1985)
- Tegtmeier - serie TV, 1 episodio (1985)
- La clinica della Foresta Nera - serie TV, 1 episodio (1985)
- Die Wächter - miniserie TV (1986)
- Schafkopfrennen - miniserie TV (1986)
- Irgendwie und sowieso - serie TV (1986)
- Waldhaus - serie TV, 18 episodi (1987-1988)
- Der Millionenbauer - serie TV (1988)
- Karambolage - film TV (1989)
- Al di qua del paradiso - serie TV, 1 episodio (1989)
- La signora col taxi  - serie TV, 1 episodio (1989)
- Josef Filzer - serie TV (1989)
- Löwengrube - serie TV, 1 episodio (1990)
- Regina auf den Stufen - serie TV (1990)
- La casa del guardaboschi - serie TV, 2 episodi (1991)
- Zwei Schlitzohren in Antalya - serie TV (1991)
- L'ispettore Derrick - serie TV, ep. 18x12, regia di Helmuth Ashley (1991)
- Ein Schloß am Wörthersee - serie TV, 2 episodi (1991-1993)
- Die Männer vom K3 - serie TV, 1 episodio (1992)
- Falsche Zahlen - film TV (1992)
- Un dottore tra le nuvole - serie TV, 1 episodio (1992)
- L'ispettore Derrick - serie TV, ep. 19x12, regia di Helmuth Ashley (1991)
- Tschau Tscharlie - film TV (1993)
- Familie Heinz Becker - serie TV, 1 episodio (1993)
- Die Kartenlegerin - film TV (1993)
- Solange es die Liebe gibt - serie TV, 1 episodio (1993)
- Wildbach - serie TV, 2 episodi (1993-1996) - ruoli vari
- L'ispettore Derrick - serie TV, ep. 23x03, regia di Helmuth Ashley (1996)
- Stefanie - serie TV, 1 episodio (1996)
- Rosamunde Pilcher - Eine besondere Liebe - film TV (1996)
- Der Bulle von Tölz - serie TV, 32 episodi (1996-2005)
- Es geschah am hellichten Tag - film TV (1997)
- Markus Merthin, medico delle donne - serie TV, 16 episodi (1997)
- Dr. Stefan Frank - Der Arzt, dem die Frauen vertrauen - serie TV, 1 episodio (1997)
- Der König von St. Pauli - miniserie TV (1998)
- Der König - serie TV, 1 episodio (1998)
- Tierarzt Dr. Engel - serie TV, 4 episodi (1998-2001)
- Siska - serie TV, 3 episodi (1998-2004) - ruoli vari
- Menschenjagd - film TV (1999)
- Heimatgeschichten - serie TV, 1 episodio (1999)
- Schloßhotel Orth - serie TV, 1 episodio (1999)
- Bei aller Liebe - serie TV, 1 episodio (2000)
- Il nostro amico Charly - serie TV, 1 episodio (2000)
- Der Pfundskerl - serie TV, 1 episodio (2000)
- Polizeiruf 110 - serie TV, 1 episodio (2000)
- Am Anfang war die Eifersucht - film TV (2001)
- Zwei Männer am Herd - serie TV, 1 episodio (2001)
- Anwalt des Herzens  - film TV (2001)
- Il medico di campagna - serie TV, 7 episodi (2001-2004)
- Wilder Kaiser - serie TV, 1 episodio (2002)
- La nave dei sogni - serie TV, 1 episodio (2002)
- Edel & Starck - serie TV, 1 episodio (2002)
- Verbrechen, die Geschichte machten - serie TV, 1 episodio (2005)
- Die Rosenheim-Cops - serie TV, 1 episodio (2005)
- Kommissarin Lucas - serie TV, 1 episodio (2006)